# Majuges
Majuges es una localidad del municipio de Vitigudino, en la comarca de la Tierra de Vitigudino, provincia de Salamanca, comunidad autónoma de Castilla y León, España.

## Etimología
Su nombre procede de Maiuges, denominación con la que viene recogida la localidad en diciembre de 1169 en un documento del rey Fernando II de León, y del que derivaría Maxuxes, denominación con la cual se recoge en la Edad Moderna.

## Historia
Su origen se remonta a la prehistoria, ya que se han constatado algunos hallazgos de este periodo en las proximidades de la Ribera de Santa Catalina. Las prospecciones arqueológicas llevadas a cabo en 1991 atestiguan los asentamientos de época romana altoimperial y visigótica. La primera documentación escrita que hace referencia a Vitigudino y Majuges medievales es la carta de donación del rey Fernando II de León en 1169 a la Catedral de Salamanca de los territorios que ahora ocupa este ayuntamiento. En el censo de Tomás González de 1594 Majuges aparece con el nombre de Maxueces o Majuges, con 6 vecinos, y perteneciente a la Roda de Cipérez . Pascual Madoz en 1845 hace una referencia a este pueblecito y dice que cuenta con 21 vecinos, 64 almas.
En la actualidad cuenta con 60 habitantes censados, en su mayoría con edades que superan los 60 años. 
La forma de vida de la población es la ganadería de ovino y bovino.

## Monumentos y lugares de interés
- Iglesia Parroquial de San Sebastián, donde se venera a Nuestra Señora de las Nieves, de origen medieval. Consta de una nave rectangular de mampostería con arcos diafragma, con añadidos del siglo XVII en la cabecera y espadaña en los pies.

- En los alrededores del pueblo hay 3 fuentes de piedra.

## Infraestructuras
El consultorio médico fue cerrado por el SACYL en el 2005, cuando el número de habitantes descendió por debajo de 50. En la actualidad el pueblo sigue luchando para conseguir su reapertura y que el equipo médico vuelva a pasar consulta semanal.
El frontón fue derribado por el ayuntamiento y la recientemente creada Asociación de Vecinos y Cultural de Majuges (que cuenta en la actualidad con 102 asociados) lleva meses intentando que se proceda a su reconstrucción.
El Chiringuito, edificio de las antiguas escuelas se utilizó durante años como centro social y se está intentando recuperar esa función tras años de abandono.

## Demografía
En 2019 Majuges contaba con una población de 48 habitantes, de los cuales 25 eran hombres y 23 mujeres. (INE 2019).
| Gráfica de evolución demográfica de Majuges entre 2000 y 2019                            |
|                                                                                          |
| Fuente: Instituto Nacional de Estadística de España - Elaboración gráfica por Wikipedia. |

## Cultura

### Fiestas
Las fiestas patronales son el 5 de agosto en honor de Ntra. Sra. de las Nieves. La Asociación de Vecinos y Cultural de Majuges pretende en años sucesivos introducir la celebración del "Carnaval de Verano" y continuar con la recuperada fiesta del "Mondado de las Fuentes" consistente en la limpieza de las mismas durante el solsticio de verano. Igualmente se está recuperando la fiesta de "La Matanza"